# Anopheles maliensis
Anopheles maliensis este o specie de țânțari din genul Anopheles, descrisă de Bailly-choumara și Adam în anul 1959.
Este endemică în Guinea. Conform Catalogue of Life specia Anopheles maliensis nu are subspecii cunoscute.